# Elvahörning

Regelbunden elvahörning

En elvahörning eller sällsynt möjligen en endekagon är en elvasidig polygon. En regelbunden elvahörning är en elvahörning som är liksidig och likbent vilket betyder att alla vinklar är 147,27 grader. Arean av en regelbunden elvahörning beräknas med formeln 
{\displaystyle A={\frac {11}{4}}a^{2}\cot {\frac {\pi }{11}}}
där a är elvahörningens sida.
Den regelbundna elvahörning är den enklaste polygonen för vilken det fram till 2014 inte var känt huruvida den kan konstrueras med passare, linjal och vinkeltredelning eller inte.

## Anmärkning
1. ↑  Termen "endekagon" (citerad så) används som en formell möjlighet för att förklara sammansättningen ELVAHÖRNING, under uppslagsordet Svenska Akademiens ordbok: Elva (tryckår 1922) . Även hendekagon och undekagon (vilket motsvarar engelska grecistiska former) har föreslagits som svenska grecistiska termer för elvahörning.